# Carnbee
Carnbee ist eine kleine ländliche Gemeinde innerhalb von East Neuk of Fife in Schottland.

## Verortung
Carnbee liegt nördlich von Anstruther und Pittenweem. Es ist ein sehr kleines Dorf, und die Kirche aus dem Jahre 1793 liegt inmitten hügeligen Ackerlandes. Der Weiler Arncroach liegt innerhalb der Gemeinde. In der Nähe gibt es eine Käsefabrik.
In der Gemeinde liegt auch Kellie Castle, der ehemalige Sitz des Earls of Kellie.

## Persönlichkeiten
- Archibald Constable (1774–1827), Verleger und Buchhändler